# André Marfaing
Pour les articles homonymes, voir Marfaing.
André Marfaing, né à Toulouse le 11 décembre 1925 et mort à Paris le 30 mars 1987, est un peintre et graveur français, non figuratif, associé à l'art abstrait et représentant de la peinture informelle.
Il a travaillé l'huile, l'acrylique et la gravure, utilisant essentiellement le noir, dans une peinture abstraite, ascétique, parfois proche de l'idéogramme.

## Biographie
Né à Toulouse, André Marfaing entreprend des études de droit dans sa ville natale et obtient sa licence. Puis il s'installe à Paris à partir de 1949 et se consacre exclusivement à la peinture. Dans les années 1950, il évolue de la figuration à l'abstraction, au gré de rencontres décisives avec des artistes comme Pierre Soulages, Francisco Bores, Roger Bissière, Maurice Estève, Alfred Manessier et Gérard Schneider. Sa première toile abstraite remonte à 1953. En octobre 1956, il signe un contrat avec la galerie Claude Bernard à Paris qui organise, en mai 1958, sa première exposition personnelle.
En 1959, Marfaing obtient le prix Lissone de la Jeune Peinture. En 1962, il représente la France à la Biennale de Venise aux côtés de Poliakoff, Messagier, Guitet et Manessier. En 1964, il rejoint Albert Bitran, Corneille, Jacques Doucet, Roger-Edgar Gillet, Bengt Lindström et Yasse Tabuchi parmi les peintres de la galerie Ariel de Jean Pollack.
Il expose à Paris et à l'étranger et participe à l'exposition collective « Quinze peintres de ma génération » en 1966 à la galerie L'Atelier. À partir des années 1970, il expose à Toulouse d'abord à la galerie At Home de Jacques Pulvermacher, puis à la galerie Protée de Laurence Izern qui lui organise régulièrement des expositions personnelles. En 1974, pour l’anniversaire commun de leurs amis Gillet et Pollack, Olivier Debré, Bengt Lindström et André Marfaing décident de réaliser une toile peinte à six mains.

### Commentaire
« Avec Soulages, Hartung, l'Américain Kline…, Marfaing est un des grands broyeurs de noir apparus après la dernière guerre, mais il caresse cette couleur avec prudence, tendresse et fermeté. On peut opposer Soulages, tempétueux, matériel, sensuel, même sous la rigueur de ses dernières toiles, à la sévérité, à l'ascétisme de Marfaing. La peinture tourmentée et batailleuse laisse peu à peu la place à un art sans matière, où le blanc, souligné d'éclairs bleus, se charge de toute l'énergie d'une lame à l'instant de frapper. »

— Frédéric Edelmann

## Œuvre

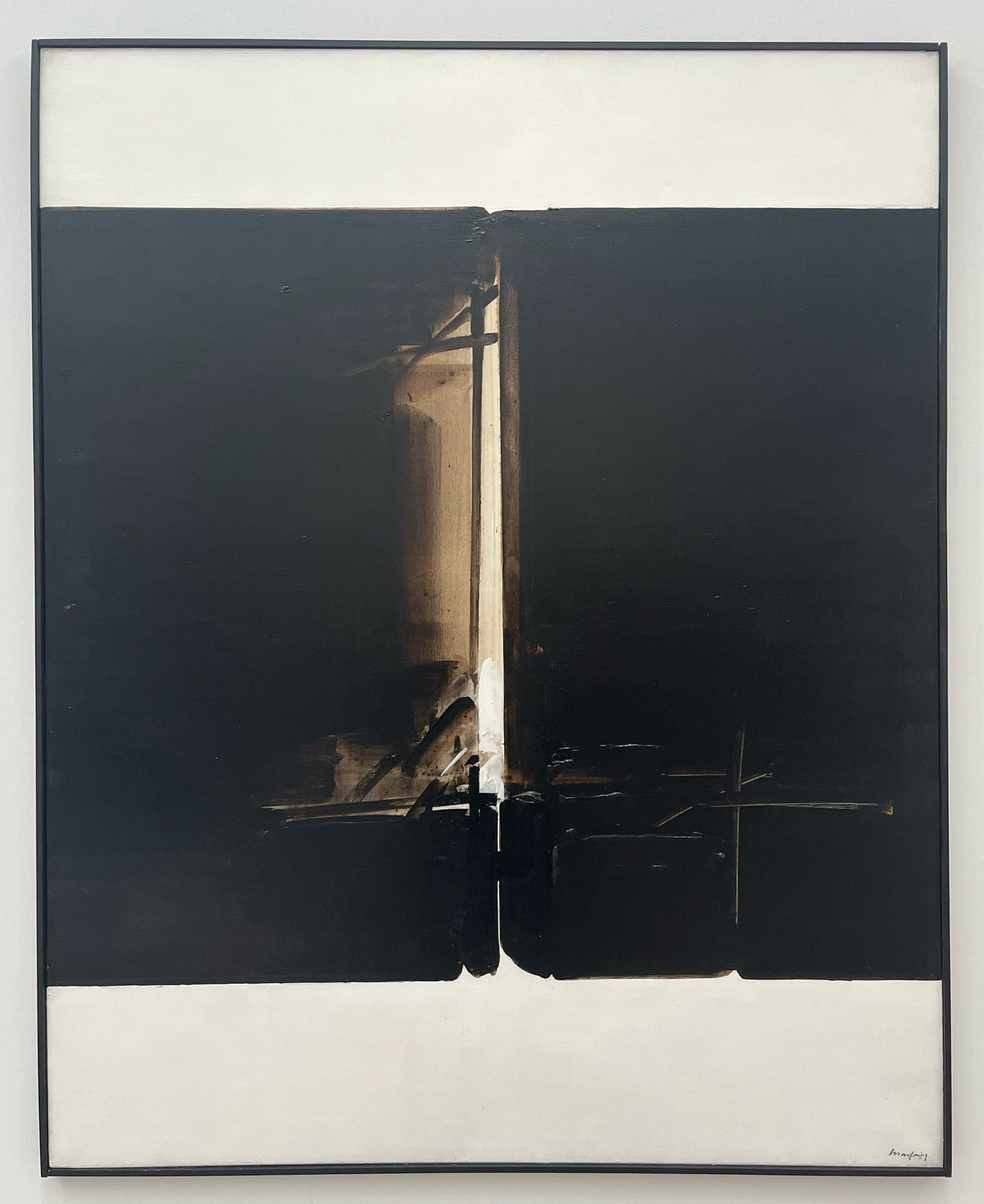
Sans titre (1978), Musée d'Art Moderne de Paris.

Dans une première période, Marfaing peint à l'huile. La pâte est souvent épaisse, la peinture violente, gestuelle, mais toujours construite. « J'invente, dit-il, les manœuvres qui me feront apparaître le continent caché. » Peignant rapidement, dans la manière de l'expressionnisme abstrait, il rejette beaucoup de toiles. Privilégiant déjà le contraste du noir et du blanc, il introduit souvent, dans cette période, des touches de couleur.
À partir de 1971, il adopte la technique de l’acrylique (peintures sur papier, liant vinylique). Sa peinture évolue : les conflits sont comme apaisés, la toile s'épure, dans une sorte d'ascèse entre le blanc et le noir. Souvent le noir recouvre toute la toile, laissant seulement une faille blanche comme un trait de lumière, soit il n'occupe qu'une partie, la partie blanche étant striée de lignes noires fortement rythmées. Les plans découpent l’espace de manière radicale, privilégiant la verticalité. Les tensions sont extrêmes entre les vides et les pleins, les ténèbres et la lumière. Les coups de pinceaux sont comme des coups de lame. La peinture est d’une spiritualité grave et méditative.

« La toile s'ordonne entre deux absolus, celui de l'écriture et celui de l'espace. »

— Pierre Cabanne
Vers la fin, la blanc tend à envahir presque tout l'espace du tableau. Selon son ami et éditeur Imre Pan : « C'est le combat éternel de la lumière et des ténèbres, représenté non plus par des figures symboliques, mais par ses éléments mêmes. La lumière de Marfaing remonte le temps et il va très loin jusqu'aux premières heures de la création, jusqu'au moment où les choses n'existaient qu'en tant que tensions. »

« Le manichéisme, écrit Pierre Cabanne, attribuait la création à deux principes contraires, l'un essentiellement bon, symbolisé par la lumière, l'autre mauvais figuré par les ténèbres, il était à la base de la doctrine cathare. L'œuvre de Marfaing appartient "au Midi noir" et exprime profondément cette dualité ombre et lumière… Marfaing recherche le fait plastique pur à travers la monochromie. »

Marfaing réalise ses premières gravures en 1959. Il pratique également le lavis.
Le catalogue raisonné de ses estampes a été publié par le Comité national de la gravure française en 2002, à l'occasion de l'exposition qui lui a été consacrée par le département des Estampes et de la Photographie de la Bibliothèque nationale de France.

## Expositions personnelles
- 1958 : Osaka, participation au festival d'Osaka (Japon) et contrat avec la galerie Claude-Bernard
- 1959 : Cassel, participation à la Documenta de Cassel et obtention du prix Lissoire de la jeune peinture à Milan
- 1961 : Paris, première exposition de gravures à la galerie Le point cardinal et exposition de peintures à la galerie Apollinaire à Milan
- 1962 : Venise, invitation au pavillon français de la Biennale de Venise
- 1964 : Paris, galerie Ariel
- 1967 : Copenhague, galerie Birch
- 1969 : Turin, exposition de lavis à la galerie Lunatt et à la galerie Ariel
- 1970 : Toulouse, galerie At Home
- 1971 : Royan, exposition avec Zao Wou-Ki au VIIIe festival d'art contemporain
- 1977 : Nantes, galerie Convergence
- 1985 : Nantes, galerie Convergence
- 1991 : Paris, FIAC avec la galerie Ariel
- 1992 : Luxembourg, galerie du Luxembourg
- 2001 : Troyes, musée d'art moderne
- 2002 : « L'Ombre et la lumière », estampes, Paris, Bibliothèque nationale de France
- 2007 : Royan, Centre d'arts plastiques
- 2007 : « Hommage à André Marfaing », Toulouse, Les Abattoirs
- 2008 : « Marfaing, peintures de 1970 à 1986 », galerie Berthet-Aittouarès[6] et galerie Protée, Paris
- 2013 : « Marfaing », Aktis Gallery London
- 2017 : « Peintures et lavis », musée des Beaux-Arts de Carcassonne
- 2021 : Eymoutiers, Espace Paul Rebeyrolle[7]

## Publications
- Itinéraire, texte de Kenneth White, gravures d'A. Marfaing, Vitry-sur-Seine, Z. Cristiani, 1987
- Les Impasses ou l'entrée du mendiant, texte de Daniel Dobbels, illustrations de Louis Cordesse et André Marfaing, Paris, Clivages, 1987
- Un éternel regard, texte de Guy Marester, gravure d'A. Marfaing, Liancourt, Dumerchez, 2005